# ريكاردو ألفارادو
ريكاردو ألفارادو (بالإسبانية: Ricardo Alvarado)‏ هو لاعب كرة قدم سلفادوري في مركزي الدفاع وقلب الدفاع، ولد في 23 مايو 1980 في سان سلفادور في السلفادور. شارك مع منتخب السلفادور لكرة القدم. أما مع النوادي، فقد لعب مع إيسيدرو ميتابان ‏.

## وصلات خارجية
- ريكاردو ألفارادو على موقع قاعدة بيانات كرة القدم.إي يو (الإنجليزية)
- ريكاردو ألفارادو على موقع ناشيونال فوتبول تيمز (الإنجليزية)